# Еми Куси
Еми Куси е щитовиден вулкан в северната част на Чад, част от планинската верига Тибести.
Това е най-високият връх в страната и Сахара. Височината му над морското равнище е 3445 метра и се издига на 2,3 км височина над заобикалящите го пясъчни равнини. Ширината му е 60 на 80 км.